# Collegio uninominale Sicilia 2 - 06 (2020)
Il collegio elettorale uninominale Sicilia 2 - 06 è un collegio elettorale uninominale della Repubblica Italiana per l'elezione della Camera dei deputati.

## Territorio
Come previsto dalla legge n. 51 del 27 maggio 2019, il collegio è stato definito tramite decreto legislativo all'interno della circoscrizione Sicilia 2.
È formato dal territorio di 48 comuni della città metropolitana di Messina: Alì, Alì Terme, Antillo, Casalvecchio Siculo, Castelmola, Condrò, Fiumedinisi, Forza d'Agrò, Furci Siculo, Gaggi, Gallodoro, Giardini-Naxos, Graniti, Gualtieri Sicaminò, Itala, Leni, Letojanni, Limina, Lipari, Malfa, Mandanici, Merì, Messina, Milazzo, Monforte San Giorgio, Mongiuffi Melia, Nizza di Sicilia, Pace del Mela, Pagliara, Roccafiorita, Roccalumera, Roccavaldina, Rometta, San Filippo del Mela, San Pier Niceto, Santa Lucia del Mela, Santa Marina Salina, Santa Teresa di Riva, Sant'Alessio Siculo, Saponara, Savoca, Scaletta Zanclea, Spadafora, Taormina, Torregrotta,
Valdina, Venetico e Villafranca Tirrena.
Il collegio è parte del collegio plurinominale Sicilia 2 - 01.

## Eletti
| Elezione | Elezione | Deputato        | Partito         |
| -------- | -------- | --------------- | --------------- |
|          | 2022     | Francesco Gallo | Sud chiama Nord |

## Dati elettorali

### XIX legislatura
Come previsto dalla legge elettorale, 147 deputati sono eletti con sistema a maggioranza relativa in altrettanti collegi uninominali a turno unico.
| Candidati                                 | Candidati                 | Voti    | %     | Liste                          | Voti    | %     |
| ----------------------------------------- | ------------------------- | ------- | ----- | ------------------------------ | ------- | ----- |
|                                           | Francesco Gallo ✔️ Eletto | 58 226  | 32,25 | Sud chiama Nord                | 58 226  | 32,25 |
|                                           | Matilde Siracusano        | 52 473  | 29,07 | Fratelli d'Italia              | 28 919  | 16,02 |
| Forza Italia                              | Matilde Siracusano        | 52 473  | 29,07 | 15 247                         | 8,45    |       |
| Lega per Salvini Premier                  | Matilde Siracusano        | 52 473  | 29,07 | 7 572                          | 4,19    |       |
| Noi moderati/Lupi - Toti - Brugnaro - UDC | Matilde Siracusano        | 52 473  | 29,07 | 735                            | 0,41    |       |
|                                           | Grazia D'Angelo           | 29 972  | 16,60 | Movimento 5 Stelle             | 29 972  | 16,60 |
|                                           | Felice Calabrò            | 25 898  | 14,35 | Partito Democratico-IDP        | 19 237  | 10,66 |
| Alleanza Verdi e Sinistra                 | Felice Calabrò            | 25 898  | 14,35 | 2 960                          | 1,64    |       |
| +Europa                                   | Felice Calabrò            | 25 898  | 14,35 | 2 601                          | 1,44    |       |
| Impegno Civico - Centro Democratico       | Felice Calabrò            | 25 898  | 14,35 | 1 092                          | 0,60    |       |
|                                           | Letteria Modica           | 6 575   | 3,64  | Azione - Italia Viva - Calenda | 6 575   | 3,64  |
|                                           | Carlo Spanò               | 3 526   | 1,95  | Italexit                       | 3 526   | 1,95  |
|                                           | Francesco Mucciardi       | 1 713   | 0,95  | Unione Popolare                | 1 713   | 0,95  |
|                                           | Giuseppe Billè            | 1 662   | 0,92  | Italia Sovrana e Popolare      | 1 662   | 0,92  |
|                                           | Salvatore Modica          | 491     | 0,27  | Vita                           | 491     | 0,27  |
| Totale                                    | Totale                    | 180 528 | 100   |                                | 180 528 | 100   |
|                                           |                           |         |       |                                |         |       |
| Voti non validi                           | Voti non validi           | 15 832  | 8,06  |                                |         |       |
| Votanti                                   | Votanti                   | 196 360 | 60,98 |                                |         |       |
| Elettori                                  | Elettori                  | 322 004 |       |                                |         |       |